# Neosalurnis reticulata
Neosalurnis reticulata är en insektsart som beskrevs av William Lucas Distant 1910. Neosalurnis reticulata ingår i släktet Neosalurnis och familjen Flatidae. Inga underarter finns listade i Catalogue of Life.